# Gregariella nubilis
Gregariella nubilis is een tweekleppigensoort uit de familie van de Mytilidae. De wetenschappelijke naam van de soort is voor het eerst geldig gepubliceerd in 1937 door Tom Iredale.